# 極速快感：亡命天涯
《極速快感：亡命天涯》由美商藝電於2011年11月15日發售，是極速快感系列的第16部作品，Wii和3DS版本由Firebrand Games開發，其中3DS就有包含《臥底風雲》與《暴衝王》的開發團隊。製作人Jason DeLong和Steve Anthony在訪談中表示這款遊戲在Black Box的《臥底風雲》惡評之後，獲得關鍵的好評。縱使開發期比前作短很多，他們還是花了3年的時間來開發。

## 遊戲與劇情

### 遊戲
本作回歸到線性劇情導向，而劇情的形式與電影《炮彈飛車》相似，而故事的男女角特別請來了影視雙棲的克莉絲汀娜·韓翠克絲和西恩·法瑞斯，不僅擔任配音員，甚至連角色造型也與真人相似，玩家要從舊金山一路開到紐約並打敗211位車手，路途中有許多挑戰，像是機關槍掃射、雪崩等。除此之外遊戲的車輛損傷度也由血條改為回朔點，如果玩家不慎撞毀車輛或出界可以回到上一個檢查點。

與歷代劇情導向遊戲不同的是，這次遊戲的劇情首次採用QTE，讓玩家身歷其境的處於冒險之中。

### 模式
遊戲模式除了競速、時間賽等經典模式之外，還添加對決（Battle）、生存模式（Survial）。
- 對決：一對一對決，在時限內超過對手，並且保持第一。
- 生存模式：以機關槍掃射、雪崩等任何意外為主，玩家除了要跑完全程，而且還躲過任何意外。

### 劇情
故事從遊戲主角Jack Rourke從昏迷中甦醒開始，Jack醒來後發現自己雙手被膠帶綁在保時捷911 Carrera 4S的方向盤，而且車輛懸空，當他發現車子掉在壓碎機時才驚覺大事不妙，費了九牛二虎之力，在車子完全壓毀前逃了出來，並驾駛奧迪RS4逃逸，一路上有追兵用機關槍掃射，所幸到達了平交道，在火車通過一瞬間迅速通過，甩掉追兵。
甩掉追兵之後，Jack到了唐人街與一位「The Run」賽事合夥人Sam Harper碰面，「The Run」的賽程是從舊金山到紐約3000英哩(4828公里)，入場費25萬美金，有211人參加，冠軍可獲得2500萬美金，Sam表示Jack可以抽一成。
隔天Jack在倉庫改裝完自己選的車之後，出發前Sam告訴他，到達拉斯維加斯之前，排名一定要到達150名。而到達拉斯維加斯之後，又有一個新目標，就是在抵達芝加哥前達到第50名的排名。經過一番考驗，終於跑完拉斯維加斯，並抵達拉斯維加斯大道，但被警察攔下後，趁混亂的時候（因其他對手引開其他警察注意）Jack立刻徒步來逃脫警察追捕並在飯店劫車逃離拉斯維加斯至芝加哥。到芝加哥沒想到就被追兵撞上，Jack下車馬上跑到屋頂上，沒想到就追兵有直升機，而直升機在對Jack掃射，Jack不小心掉到巷子裡，Jack發現了一台警車，趁警察不注意時，把警車搶走，以甩開直升機，直升機掃射油罐車，警車掉在鐵路上，Jack於列車撞向警車前逃出，並在一家車廠裡面再搶一台車甩掉追兵，成功逃脫後，Jack就到Sam所說的朋友Yuri的車庫裡，選一台超級跑車再以第一名的名次到達紐約。

## 開發
《臥底風雲》發行後，Black Box就為他下一個作品做準備，當然，開發焦點還是街頭競賽。他們已經盡力引起這款遊戲「可能超越範疇」的時機，而之後遊戲確定以劇情導向為主題。2010年11月，美商藝電歐洲分公司資深副總Patrick Söderlund在與Eurogamer專訪時首次提到這款遊戲，而是這個時間恰巧是《超熱力追緝》發行之前，他表示他想找Criterion Games開發《超熱力追緝》是為了要讓原先的開發商Black Box為這款遊戲做充足的準備。Eurogamer記者Robert Purchese曾問到「你說每年11月都會發行一款極速快感系列的遊戲，但是明年的遊戲不會是由Criterion開發，難道會是Black Box嗎？」Söderlund則回應「你可以這麼認為，我可以告訴你，沒錯。」

遊戲本來要在2011年E3揭漏，但沒想到，英國零售商網站ShopTo卻比他早一步，之後美商藝電於4月29日推出前導預告，這才確定了遊戲的細節。

## 評價
《極速快感：亡命天涯》發行首周以第11名銷售量無法登上英國10大暢銷遊戲，而且竟然是因為智慧財產權這種不尋常的原因所導致，根據資料指出，Criterion Games開發出來的《極速快感：超熱力追緝》發行首周就登上第3名，甚至銷售量還是這款遊戲的2倍。